# Мале Олецько
Мале Олецько (пол. Małe Olecko, нім. Klein Oletzko, Herzogshöhe) — село в Польщі, у гміні Велички Олецького повіту Вармінсько-Мазурського воєводства.
Населення — 188 осіб (2011).
У 1975-1998 роках село належало до Сувальського воєводства.

## Демографія
Демографічна структура станом на 31 березня 2011 року:
|          | Загалом | Допрацездатний вік | Працездатний вік | Постпрацездатний вік |
| -------- | ------- | ------------------ | ---------------- | -------------------- |
| Чоловіки | 103     | 30                 | 67               | 6                    |
| Жінки    | 85      | 23                 | 47               | 15                   |
| Разом    | 188     | 53                 | 114              | 21                   |